# Kourkuy
Kourkuy est une commune située dans le département de Doumbala de la province de Kossi au Burkina Faso.